# Большие Мочилы
Большие Мочилы — село в Пителинском районе Рязанской области. Входит в Пеньковское сельское поселение.

## География
Находится в северо-восточной части Рязанской области на расстоянии приблизительно 4 км на восток-юго-восток по прямой от районного центра поселка Пителино.

## История
Известно с 1648 года. Здесь была построена деревянная Никольская церковь (не сохранилась). В 1862 году здесь (тогда село Елатомского уезда Тамбовской губернии) было учтено 78 дворов.

## Население
Численность населения: 782 человека (1862 год), 869 (1914), 39 в 2002 году (русские 100 %), 1 в 2010.